# Ignazio Greco
Ignazio Greco (Palermo, 24 luglio 1830 – Palermo, 1910) è stato un architetto italiano.

## Biografia
Figlio di Giuseppe Greco e Lorenza Lo Jacono, si laureò in architettura a Palermo il 16 luglio 1859, trasferendosi poi per lungo tempo a Parigi.
Nel 1867 ottenne il suo primo incarico da Biagio Licata, principe di Baucina, intervenendo per l'attualizzazione di un vecchio monastero di Montemaggiore Belsito in magione patrizia.
Iscrittosi dapprima al "Collegio degli Ingegneri e Architetti" della città natale (1878), promosse da socio un'influente associazione morale progressista. Qualche anno più tardi fu nominato onorario del Genio civile di Palermo, collaborando fattivamente alla realizzazione degli acquedotti cittadini.
Venne messo sotto contratto dai coniugi Scalia-Whitaker, per i quali realizzò il suo capolavoro: la villa in zona Malfitano, che secondo i committenti doveva ispirarsi ad una celebre residenza nobiliare fiorentina, suggestione solo in parte seguita dall'architetto. Sempre per la coppia italo-britannica iniziò i lavori dell'istituto per l'infanzia abbandonata nel 1902, in seguito ultimato da Salvatore Caronia Roberti.
Fece parte dell'organizzazione dell'Esposizione nazionale di Palermo (1888).
Grazie ai meriti ottenuti fu  nominato commendatore dall'Ordine della Corona (1891).

## Opere[1]
- Palazzo Licata-Baucina di Montemaggiore Belsito.
- Villa Malfitano Whitaker.
- restauro del Pio Istituto delle Povere (1901-1904).
- Villa Ajello (1902), demolita.
- Orfanotrofio Whitaker a Palermo (1902-1934).